# Президентские выборы в Албании (1991)
Президентские выборы в Албании состоялись 30 апреля 1991 года, после проведения первых первых многопартийных выборов в Народное собрание, победу на которых одержала правящая Албанская партия труда (АПТ).
По итогам голосования депутатов Народного собрания, первым Президентом Албании был избран действующий Первый секретарь ЦК АПТ и бывший Председатель Народного собрания НСРА Рамиз Алия. Оппозиционная Демократическая партия Албании своего кандидата не выдвигала и при голосовании большая часть депутатов её фракции испортила бюллетени.

## История
С начала 1990 года на волне событий в соседних странах Албанию охватил полномасштабный политический кризис, усугублённый засухой. В январе 1990 года на IX пленуме ЦК АПТ восточноевропейские события были оценены в духе ходжаистской парадигмы: «Народы осуществили свои давнишние чаяния, сбросив ревизионистские режимы, но этим воспользовались правые силы и поддерживающая их мировая буржуазия; трудящиеся, к сожалению, выступили на стороне новых властей, ибо ошибочно связали господство ревизионизма, засилье бюрократических структур, состояние застоя в этих странах с социализмом, с идеологией марксизма-ленинизма». В резолюции пленума говорилось: «Произошла трагедия, мы её болезненно переживаем, но не впадаем в отчаяние». Однако после этого началось углубление и радикализация реформ, в том числе были разрешены свободный выезд из страны и восстановлены дипломатические отношения с СССР и США. Открытие границ привело к массовой эмиграции из Албании в Италию и Грецию. 25 октября из Албании эмигрировал известный писатель Исмаил Кадаре. В письме, направленном руководителю государства Рамизу Алия, он писал: «Ввиду невозможности существования легальной оппозиции, я избрал путь, который никому не хотел бы рекомендовать». 8—11 декабря студенты и преподаватели столичного Университета Тираны при поддержке молодёжи из других городов начали массовые демонстрации с требованиями «права на демократию и политический плюрализм».
Уже будучи в тюрьме, Алия в мае 1995 года вспоминал, что именно ему принадлежала инициатива — направить на переговоры с митингующими студентами кардиолога и активиста Тиранского горкома АПТ Сали Бериша. Однако тот сам присоединился к протестующим и создал организационную группу, в которую вошли экономист Грамоз Пашко, археолог Неритан Цека, врач-кардиолог Шахин Кадаре, юрист Люан Омари, лидер студенческого движения Азем Хайдари и другие. Она стала ядром сформированной Бериша Демократической партии, получившей госрегистрацию 19 декабря. Вслед за ней, начали быстро формироваться новые партии.
В феврале 1991 года началась забастовка шахтёров на угольных разработках в Валиасе к северу от Тираны и голодовка 750 студентов и преподавателей Тиранского университета, Высшего художественного лицея и сельскохозяйственного института. Бытовые требования быстро сменились политическими: запретить изучение марксизма-ленинизма, диамата, истмата и трудов Энвера Ходжи, а также снять его имя из названия столичного университета. 19 февраля внеочередной пленум ЦК АПТ отклонил их требования. На следующий день в центре Тираны начались массовые беспорядки и вандализм, толпа разгромила здание кафе «Флора» (где 8 ноября 1941 года Энвер Ходжа с соратниками договорились о создании Коммунистической партии Албании, с 1948 года — Албанской партии труда), опрокинула памятник бывшего руководителя Албании и начала сжигать его портреты и книги. Аналогичные акты произошли и в других городах, в частности, в Шкодре и Гирокастре. Хулиганствующие элементы провоцировали беспорядки и столкновения с полицией, что вынудило Рамиза Алия в тот же день объявить в Тиране военное положение и ввести в город армейские части. В выступлении по телевидению, он резко осудил акты вандализма, совершенные экстремистами в Тиране и других городах, призвал сограждан к спокойствию и выдержке. ДП осудила как акты вандализма, так и ответные действия властей.
22 февраля Совет министров НСРА был отправлен в отставку, формирование нового правительства было поручено Фатосу Нано, одному из лидеров реформаторского крыла АПТ. Все требования студентов были удовлетворены, голодовка прекратилась. Совместными усилиями обеих партий, а также оказавших Албании гуманитарную помощь иностранных государств, экономическое положение удалось стабилизировать, что позволило в относительно спокойной обстановке провести парламентские выборы, на которых АПТ смогла сохранить большинство в Народном собрании, получив 56% голосов избирателей и проведя 169 своих кандидатов. Однако, к немалому изумлению многих, сам глава партии и государства Рамиз Алия пройти в парламент не смог. Он вёл свою предвыборную кампанию в традиционном «партийном» стиле, положившись на аппарат и за день до голосования выступил с большой речью перед активом «своего» избирательного округа, по которому безальтернативно проходил на всех предыдущих выборах. По итогам голосования, Алия получил только 36% голосов и проиграл мало кому известному кандидату от ДП, инженеру Франко Крочи. Это резко контрастировало с абсолютной победой в Кавае главы ДП Сали Бериши. В коммюнике ЦК АПТ выражалось удовлетворение большой победой партии на выборах, но также признавалось, что неизбрание Алии «явилось неожиданным и несправедливым».

## Голосование и результат
22 апреля первая сессия Народного собрания нового созыва приняла решение о внесении поправок в Конституцию 1976 года, в соответствии с которыми название страны было изменено на «Республика Албания» (алб. Republika e Shqipërisë), а также вводилась президентская форма правления. Согласно им, президент Албании избирался депутатами Народного собрания простым большинством голосов (50% + 1 голос). АПТ выдвинула кандидатуру своего руководителя Рамиза Алия, ДП отказалась участвовать в выборах. Чтобы выборы были альтернативными, АПТ также выдвинула технического кандидата — главного редактора газеты «Зери и популлит» Намика Докле.
30 апреля 1991 года Рамиз Алия был избран первым президентом Албании, получив 172 голоса из 250. За Намика Докле было подано 2 голоса, ещё 5 депутатов отсутствовали. Фракция ДП почти в полном составе испортила бюллетени: 71 бюллетень был признан недействительным. Так как, согласно поправкам к Конституции, глава государства не мог одновременно занимать никаких партийных постов, 4 мая на пленуме ЦК АПТ Рамиза Алию освободили от обязанностей Первого секретаря ЦК, члена ЦК и Политбюро.